# مارك أوسبورن
مارك أوسبورن (بالإنجليزية: Mark Osborne)‏ (8 أكتوبر 1961 بسيدني في أستراليا - ) هو لاعب كريكت أسترالي. لعب مع فريق فكتوريا للكريكت.

## وصلات خارجية
- مارك أوسبورن على موقع إي آس بي آن كريك إنفو (الإنجليزية)